# Slutj (Ukraine)
 For alternative betydninger, se Slutj. (Se også artikler, som begynder med Slutj)
Slutj eller Sydlige Slutj (ukrainsk: Случ, polsk: Słucz, tjekkisk: Sluč, Jižní Sluč, russisk: Случь, Южная Случь) er en flod, en højre biflod til Horyn, som løber gennem Ukraine. Den har en længde på 451 km og et afvandingsområde på 13.800 km². Slutj-floden har sit udspring i Khmelnytskyj oblast og løber derefter gennem oblasterne Zhytomyr og Rivne og løber kortvarigt langs den ukrainsk hviderussiske grænse, før den endelig udmunder i Horyn.
Byer ved Slutj-floden omfatter: Zvjahel, Berezne og Sarny.

## Geografi
Slutj starter på den Podoliske slette. Den løber fra en lille sø nær landsbyen Tjervonyj Slutj i Haltjynetska landsbyrådet i Teofipol rajon i Khmelnytsky oblast. Først løber den mod øst, derefter vender den gradvist tilbage mod nord, derefter mod nordvest og fra byen Sarny - igen mod nord. Løber ud i floden Horyn, syd for landsbyen Veljun.
Byer ved brederne: Krasyliv, Starokostjantyniv, Ljubar, Myropil, Persjotravensk, Baranivka, Rogachev, Zvjahel, Berezne, Sarny.

### Bifloder
De vigtigste bifloder er:
- Fra venstre: Ikopot, Osyra, Khomora, Smilka, Tserem, Kortjyk, Stavy, Serehivka, Yazvynka, Mykhajlivka
- Fra højre: Rudnja (Lubjanka), Tnja, Tjukelivka, Popivka, Bober, Polytjna, Tustal.

## Økologisk katastrofe
Den 14. april 2016, opstod en katastrofal miljøsituation med forurening af et ukendt stof i floderne Khomora og Slutj, som førte til massedød af levende organismer: fisk, krebs mm. Al brug af vand fra floden, inklusiv vanding af kvæg, blev forbudt.